# 乔治·戈尔丁
乔治·戈尔丁（英語：George Golding，1906年5月6日—1999年8月30日），澳大利亚男子田径运动员。他曾代表澳大利亚参加1930年大英帝国运动会田径比赛，获得男子440码铜牌。